# 平佐村
平佐村（ひらさむら）は鹿児島県の北西部、薩摩郡に属していた村。1929年（昭和4年）5月20日に隈之城村、東水引村と合併し、川内町（1940年に市制施行し川内市）となり、自治体としては消滅した。

## 概要
川内平野の東部、川内川の南岸に位置しており、村の西端には川内町駅（のちの川内駅）が置かれ、鹿児島本線と宮之城線の分岐駅となっており、村の北端の楠元には楠元駅、西部の中には吉野山駅が設置された。
平佐村は天辰、平佐、楠元、中、久住の5大字から構成されており、現在の薩摩川内市天辰町、平佐町、白和町、鳥追町、横馬場町、楠元町、中村町、久住町にあたる。村役場は大字平佐字横木に置かれていた。

## 沿革
江戸時代には薩摩藩の行政区域であった「平佐郷」に属していた村が町村制施行により合併し平佐村として成立した。
- 1889年（明治22年）4月1日 - 町村制施行に伴いそれまでの平佐郷の区域であった白和町、天辰村、平佐村、楠元村、中村、久住村より、平佐村が成立。白和町は大字平佐の一部となり、その他の村は平佐村の大字となった。
- 1929年（昭和4年）5月20日 - 平佐村が隈之城村、東水引村と合併し川内町となる。

## 行政
- 村長：小原助市[1]

### 歴代村長
町村制施行以降の村長を記載する。『川内市史 下』169頁から170頁の表記に基づく。ただし、旧字体については新字体に置換えるものとする。
| 代       | 氏名       | 就任期間        |
| -------- | ---------- | --------------- |
| 初代村長 | 落合訓彌   | 1889年 - 1891年 |
| 二代村長 | 広瀬昌柔   | 1891年 - 1895年 |
| 三代村長 | 田中弥七郎 | 1895年 - 1898年 |
| 四代村長 | 平島周介   | 1898年 - 1901年 |
| 五代村長 | 竜岡仁七郎 | 1901年 - 1905年 |
| 六代村長 | 落合訓彌   | 1905年 - 1908年 |
| 七代村長 | 宮内多吉   | 1908年 - 1913年 |
| 八代村長 | 落合訓彌   | 1913年 - 1918年 |
| 九代村長 | 小牧良光   | 1918年 - 1927年 |
| 十代村長 | 小原助市   | 1927年 - 1929年 |

## 人口
以下の人口遷移表は『川内市史 下』の別表の記述に基づく。
凡例
|  | 人口（人） |

| 1882年 | 4,290 |  |
| 1902年 | 4,836 |  |
| 1912年 | 5,288 |  |
| 1922年 | 6,109 |  |
| 1926年 | 6,407 |  |

## 教育
- 長濱学園私立川内商業学校（現在の鹿児島県立川内商工高等学校）
- 平佐東尋常高等小学校（現在の薩摩川内市立平佐東小学校）
- 平佐西尋常高等小学校（現在の薩摩川内市立平佐西小学校）

## 交通

### 鉄道
- 鹿児島本線
  - 川内町駅（せんだいまちえき。現・川内駅）
- 宮之城線
  - 楠元駅 - 吉野山駅

## 河川
- 川内川
  - 樋脇川
  - 平佐川